# Hoffmannia subauriculata
Hoffmannia subauriculata är en måreväxtart som beskrevs av Paul Carpenter Standley. Hoffmannia subauriculata ingår i släktet Hoffmannia och familjen måreväxter. Inga underarter finns listade i Catalogue of Life.